# Kočna (Jesenice)
Kočna is een plaats in Slovenië en maakt deel uit van de gemeente Jesenice in de NUTS-3-regio Gorenjska. De plaats telde 261 inwoners op 1 januari 2020.